# Скуза, Войцех

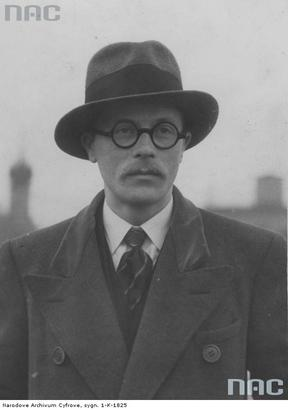
Войцех Скуза. 1934

Войцех Скуза (пол. Wojciech Skuza; 6 апреля 1908, Лубнице, Келецкая губерния Царства Польского — 27 августа 1942, Иран) — польский поэт, писатель и публицист.

## Биография
Родился в крестьянской семье. С 1928 года изучал польскую филологию в Ягеллонском университете.
Участник радикального крестьянского движения, в том числе, Союза сельской молодежи Республики Польши, крестьянской партии, активист Польской Народной молодежной академии и соредактор журнала «Snitch».
Был членом литературной группы «Litart», сотрудничал с журналом «Деревня-Её песня» (Wieś-Jej Pieśń).
В 1934—1935 работал учителем в Закопане, затем до 1936 года — преподавал литературу в национальном университете в Гаци.
После начала Второй мировой войны жил в Львове, где 19 ноября 1939 года, подписал заявление от имени части польских писателей, живших в восточных районах Польши, с приветствем присоединения Западной Украины к СССР.
В 1940 году был арестован и отправлен в ссылку.
Умер вскоре после эвакуации польских войск из Советского Союза в Иран.

## Творчество
Поэт крестьянского бунта. Автор сборников стихов, поэм, рассказов, статей и репортажей.

## Избранные произведения
- «Kolorowe słowa» (1932),
- «Kumac. Rzecz o Wojciechu Bartosu Głowackim» (1933),
- «Fornale» (1937),
- «Wieś tworząca» (1938),
- «Wybór utworów» (посмертное издание, 1955),
- «Poeta chłopskiego buntu. Wiersze wybrane» (посмертное издание,1973),
- «Wiersze i proza» (посмертное издание,1979),
- «Poezje wybrane» (посмертное издание,1986).